# کوپا اینترامریکانا
کوپا اینترامریکانا (به انگلیسی: Interamerican Cup) یک رقابت فوتبال باشگاهی سالانه بود که بین نماینده‌ای از آمریکای شمالی (کونکاکاف) و آمریکای جنوبی (کونمبول) برگزار می‌شد. در سال ۱۹۶۹ تاسیس شد و در سال ۱۹۹۸ پس از اینکه باشگاه‌های کونکاکاف، به ویژه آنهایی که از مکزیک بودند، شروع به شرکت در مسابقات کونمبول کردند، متوقف شد.
در نظر گرفته شده بود که این رقابت بین برندگان جام قهرمانان کونکاکاف آمریکای شمالی و مسابقات جام لیبرتادورس آمریکای جنوبی برگزار شود، اگرچه شرکت کنندگان در مواقعی متفاوت بودند. این رقابت معمولاً بر روی یک تساوی دو پا برگزار می‌شد و در صورت لزوم با ضربات پنالتی یا پلی‌آف انجام می‌شد. با این حال، معمول بود که چندین نسخه متوالی برگزار نمی‌شد. از ۱۸ مسابقه‌ای که برگزار شد، چهار مورد از آنها در چندین مسابقه فقط در یک مکان برگزار شد. دو مورد دیگر در یک مسابقه برگزار شدند. دو نسخه دیگر شرکت‌کنندگانی داشتند که واجد شرایط حضور در رقابت نبودند. بیشتر دوره‌ها یک و گاهی دو سال پس از واجد شرایط بودن شرکت‌کنندگان برگزار می‌شد. این نتیجه فقدان انگیزه‌های مالی و ارتباط کم رقابت بود.
۱۳ تیم باشگاهی مختلف قهرمان تورنمنت کوپا اینترامریکانا شدند. تیم آرژانتینی ایندپندینته به رکورد سه عنوان قهرمانی دست یافت. آخرین برنده این جام، تیم آمریکایی دی‌سی یونایتد بود که در مجموع در سال ۱۹۹۸ تیم برزیلی واسکو دوگاما را با نتیجه ۲–۱ شکست داد. آرژانتین با هفت قهرمانی موفق‌ترین کشور بود، در حالی که تیم‌های ناسیونال اروگوئه و ایندپندینته هر کدام با ۳ بازی، رکورد بیشترین حضور را دارند.

## تاریخچه
در سال ۱۹۶۹، توافق‌نامه‌ای بین کنفدراسیون‌های آمریکای جنوبی (کونمبول) و آمریکای مرکزی و شمالی (کونکاکاف) منعقد شد تا رقابت سالانه، کوپا اینترامریکانا، که قهرمانان این دو کنفدراسیون را در قالبی شبیه به جام بین‌قاره‌ای برگزار می‌کند، مناقشه کنند. اولین دوره بین استودیانتس و تولوکا برگزار شد که در آن هر تیم ۲–۱ در بازی ‌ای خارج از خانه خود پیروز شد. پدرابازی پلی‌آف، ستودیانتس در یک بازی خشونت آمیز ۲–۰ پیروز شد. این شروع امیدوارکننده کمک چندانی به رقابت نکرد. به دلیل تفاوت در منافع بین باشگاه‌های درگیر، کوپا اینترامریکانا حتی از جام بین قاره‌ای راه حیاتی پراکنده‌تری داشت. گاهی، سال‌ها بدون بازی کردن می‌گذشت. نسخه دوم چهار سال بعد در سال ۱۹۷۱ برگزار شد که ناسیونال در مجموع ۳–۲ تیم مکزیکی کروز آزول را شکست داد. ایندپندینته پس از شکست دادن تیم هندوراسی المپیا، باشگاه گواتمالایی مونیسیپال و تیم مکزیکی اتلتیکو اسپانیول، تنها باشگاهی بود که سه بار متوالی، از سال ۱۹۷۲ تا ۱۹۷۴، قهرمان این رقابت‌ها شد، که دو تیم آخر را پس از ضربات پنالتی شکست داد. تیم مکزیکی آمریکا پس از شکست دادن بوکا جونیورز در بازی پلی‌آف در سال ۱۹۷۷، تسلط آمریکای جنوبی را بر این جام شکست. در نتیجه این پیروزی، تیم مکزیکی استدلال کرد که حق دارد در جام بین قاره‌ای آن سال شرکت کند. با این حال، آنها از این فرصت محروم شدند. الیمپیا پاراگوئه در سال ۱۹۸۰ با پیروزی بر فاس السالوادور جام را به جنوب بازگرداند اما باشگاه اونیورسیداد ناسیونال از مکزیک با شکست ناسیونال اروگوئه دومین عنوان کونکاکاف را به دست آورد.
این رقابت دوباره وارد حالت وقفه شد، این بار به مدت پنج سال. در سال ۱۹۸۶، آرژانتینوس جونیورز در فینال تک مسابقه‌ای، دیفنس فورس را شکست داد. ریور پلاته برای دومین سال متوالی با شکست تیم کاستاریکایی آلاخولنسه، جام را در آرژانتین حفظ کرد. ناسیونال اروگوئه در سال بعد در مجموع ۵–۱ المپیا هندوراس را شکست داد. اتلتیکو ناسیونال کلمبیا در سال بعد به راحتی از سد اونیورسیداد ناسیونال گذشت. با این حال، تسلط آمریکای جنوبی پس از شکست دادن الیمپیا پاراگوئه بار دیگر توسط آمریکا شکسته شد. در ادامه نیز پوئبلا نتوانست جام را در مکزیک پس از شکست توسط کولو-کولو شیلی حفظ کنند. اهمیت مسابقات پس از اینکه دو باشگاه برزیلی، برندگان جام لیبرتادورس، سائوپائولو (۱۹۹۳) و گرمیو (۱۹۹۵) به دلیل بی‌علاقگی از شرکت در مسابقات امتناع کردند، به طور قابل توجهی کاهش یافت. هر دو بار، نایب قهرمان جام لیبرتادورس، تیم‌های یونیورسیداد کاتولیکا و اتلتیکو ناسیونال جای قهرمان را گرفتند. هر یک از آنها با شکست ساپریسا کاستاریکا برنده شدند. ولز سارسفیلد در سال ۱۹۹۴ باشگاه کارتاگینیس کاستاریکا را شکست داد، در حالی که آخرین کوپا اینترامریکانا، که در سال ۱۹۹۸ برگزار شد، شاهد شکست واسکو دوگاما برابر تیم آمریکایی دی‌سی یونایتد بود.
کوپا سودامریکانا در سال ۱۹۹۸ زمانی که باشگاه‌های مکزیکی شروع به شرکت در جام لیبرتادورس کردند و سایر تیم‌های کونکاکاف در جام سودامریکانا شرکت کردند، لغو شد. از سال ۲۰۰۵، زمانی که فیفا فرمت مسابقات قهرمانی باشگاه‌های جهان را بین قهرمانان همه کنفدراسیون‌های قاره‌ای پذیرفت، قهرمانان کونکاکاف و کونمبول دوباره فرصت ملاقات به‌دست آوردند.

## قهرمانان
| سال  | کشور                | قهرمان               | نایب قهرمان      | کشور              | بازی رفت | بازی برگشت  | مجموع | پلی‌آف      |
| ---- | ------------------- | -------------------- | ---------------- | ----------------- | -------- | ----------- | ----- | ---------- |
| ۱۹۶۸ | آرژانتین            | استودیانتس           | تولوکا           | مکزیک             | ۲–۱      | ۱–۲         | ۳–۳   | ۳–۰        |
| ۱۹۷۱ | اروگوئه             | ناسیونال             | کروز آزول        | مکزیک             | ۱–۱      | ۲–۱         | ۳–۲   | –          |
| ۱۹۷۲ | آرژانتین            | ایندپندینته          | المپیا           | هندوراس           | ۲–۱      | ۲–۰         | ۴–۱   | –          |
| ۱۹۷۴ | آرژانتین            | ایندپندینته          | مونیسیپال        | گواتمالا          | ۰–۱      | ۱–۰ (۴–۲ پ) | ۱–۱   | –          |
| ۱۹۷۵ | آرژانتین            | ایندپندینته          | اتلتیکو اسپانیول | مکزیک             | ۲–۲      | ۰–۰ (۴–۲ پ) | ۲–۲   | –          |
| ۱۹۷۷ | مکزیک               | آمریکا               | بوکا جونیورز     | آرژانتین          | ۰–۳      | ۱–۰         | ۳–۱   | ۲–۱ (و.ا.) |
| ۱۹۷۹ | پاراگوئه            | الیمپیا              | فاس              | السالوادور        | ۳–۳      | ۵–۰         | ۸–۳   | –          |
| ۱۹۸۱ | مکزیک               | اونام                | ناسیونال         | اروگوئه           | ۳–۱      | ۱–۳         | ۴–۴   | ۲–۱        |
| ۱۹۸۵ | آرژانتین            | آرژانتینوس جونیورز   | دیفنس فورس       | ترینیداد و توباگو | ۱–۰      | –           | –     | –          |
| ۱۹۸۶ | آرژانتین            | ریور پلاته           | آلاخولنسه        | کاستاریکا         | ۰–۰      | ۳–۰         | ۳–۰   | –          |
| ۱۹۸۸ | اروگوئه             | ناسیونال             | المپیا           | هندوراس           | ۱–۱      | ۴–۰         | ۵–۱   | –          |
| ۱۹۸۹ | کلمبیا              | اتلتیکو ناسیونال     | اونام            | مکزیک             | ۲–۰      | ۴–۱         | ۶–۱   | –          |
| ۱۹۹۰ | مکزیک               | آمریکا               | الیمپیا          | پاراگوئه          | ۱–۱      | ۲–۱         | ۳–۲   | –          |
| ۱۹۹۱ | شیلی                | کولو-کولو            | پوئبلا           | مکزیک             | ۴–۱      | ۳–۱         | ۷–۲   | –          |
| ۱۹۹۳ | شیلی                | یونیورسیداد کاتولیکا | ساپریسا          | کاستاریکا         | ۱–۳      | ۵–۱         | ۶–۴   | –          |
| ۱۹۹۴ | آرژانتین            | ولز سارسفیلد         | کارتاگینیس       | کاستاریکا         | ۰–۰      | ۲–۰         | ۲–۰   | –          |
| ۱۹۹۵ | کلمبیا              | اتلتیکو ناسیونال     | ساپریسا          | کاستاریکا         | ۳–۲      | –           | –     | –          |
| ۱۹۹۸ | ایالات متحده آمریکا | دی‌سی یونایتد         | واسکو دوگاما     | برزیل             | ۰–۱      | ۲–۰         | ۲–۱   | –          |

نکات
1. ↑  تعداد گل‌ها در نظر گرفته نمی‌شد.
2. 1 2  این یک مسابقه تک‌بازی بود.

## آمار

### باشگاهی
| تیم                  | قهرمانی | نایب قهرمانی | سال قهرمانی      | سال نایب قهرمانی |
| -------------------- | ------- | ------------ | ---------------- | ---------------- |
| ایندپندینته          | ۳       | ۰            | ۱۹۷۲، ۱۹۷۴، ۱۹۷۵ |                  |
| ناسیونال             | ۲       | ۱            | ۱۹۷۱، ۱۹۸۸       | ۱۹۸۰             |
| آمریکا               | ۲       | ۰            | ۱۹۷۷، ۱۹۹۰       |                  |
| اتلتیکو ناسیونال     | ۲       | ۰            | ۱۹۸۹، ۱۹۹۵       |                  |
| الیمپیا              | ۱       | ۱            | ۱۹۷۹             | ۱۹۹۰             |
| اونام                | ۱       | ۱            | ۱۹۸۱             | ۱۹۸۹             |
| استودیانتس           | ۱       | ۰            | ۱۹۶۸             |                  |
| آرژانتینوس جونیورز   | ۱       | ۰            | ۱۹۸۵             |                  |
| ریور پلاته           | ۱       | ۰            | ۱۹۸۶             |                  |
| کولو-کولو            | ۱       | ۰            | ۱۹۹۱             |                  |
| یونیورسیداد کاتولیکا | ۱       | ۰            | ۱۹۹۳             |                  |
| ولز سارسفیلد         | ۱       | ۰            | ۱۹۹۴             |                  |
| دی‌سی یونایتد         | ۱       | ۰            | ۱۹۹۸             |                  |
| المپیا               | ۰       | ۲            |                  | ۱۹۷۲، ۱۹۸۸       |
| ساپریسا              | ۰       | ۲            |                  | ۱۹۹۳، ۱۹۹۵       |
| مونیسیپال            | ۰       | ۱            |                  | ۱۹۷۴             |
| بوکا جونیورز         | ۰       | ۱            |                  | ۱۹۷۷             |
| فاس                  | ۰       | ۱            |                  | ۱۹۷۹             |
| دیفنس فورس           | ۰       | ۱            |                  | ۱۹۸۵             |
| آلاخولنسه            | ۰       | ۱            |                  | ۱۹۸۶             |
| پوئبلا               | ۰       | ۱            |                  | ۱۹۹۱             |
| کارتاگینیس           | ۰       | ۱            |                  | ۱۹۹۴             |
| واسکو دوگاما         | ۰       | ۱            |                  | ۱۹۹۸             |

### کشوری
| کشور                | قهرمانی | نایب قهرمانی | تیم‌های قهرمان                                                                             | تیم‌های نایب قهرمان                                                     |
| ------------------- | ------- | ------------ | ----------------------------------------------------------------------------------------- | ---------------------------------------------------------------------- |
| آرژانتین            | ۷       | ۱            | ایندپندینته (۳)، آرژانتینوس جونیورز (۱)، استودیانتس (۱)، ریور پلاته (۱)، ولز سارسفیلد (۱) | بوکا جونیورز (۱)                                                       |
| مکزیک               | ۳       | ۵            | آمریکا (۲)، اونام (۱)                                                                     | اتلتیکو اسپانیول (۱)، کروز آزول (۱)، پوئبلا (۱)، اونام (۱)، تولوکا (۱) |
| شیلی                | ۲       | ۰            | کولو-کولو (۱)، یونیورسیداد کاتولیکا (۱)                                                   |                                                                        |
| کلمبیا              | ۲       | ۰            | اتلتیکو ناسیونال (۲)                                                                      |                                                                        |
| اروگوئه             | ۲       | ۱            | ناسیونال (۲)                                                                              | ناسیونال (۱)                                                           |
| پاراگوئه            | ۱       | ۱            | الیمپیا (۱)                                                                               | الیمپیا (۱)                                                            |
| ایالات متحده آمریکا | ۱       | ۰            | دی‌سی یونایتد (۱)                                                                          |                                                                        |
| کاستاریکا           | ۰       | ۴            |                                                                                           | آلاخولنسه (۱)، کارتاگینیس (۱)، ساپریسا (۲)                             |
| هندوراس             | ۰       | ۲            |                                                                                           | المپیا (۲)                                                             |
| برزیل               | ۰       | ۱            |                                                                                           | واسکو دوگاما (۱)                                                       |
| السالوادور          | ۰       | ۱            |                                                                                           | فاس (۱)                                                                |
| گواتمالا            | ۰       | ۱            |                                                                                           | مونیسیپال (۱)                                                          |
| ترینیداد و توباگو   | ۰       | ۱            |                                                                                           | دیفنس فورس (۱)                                                         |

### قاره‌ای
| کنفدراسیون | قهرمانی | نایب قهرمانی |
| ---------- | ------- | ------------ |
| کونمبول    | ۱۴      | ۴            |
| کونکاکاف   | ۴       | ۱۴           |